# Označování hospodářských zvířat
Označování hospodářských zvířat v Česku se řídí zákonem 154/2000 Sb. o šlechtění, plemenitbě a evidenci hospodářských zvířat a o změně některých souvisejících zákonů (plemenářský zákon) a vyhláškou MZe, kterou se stanoví podrobnosti označovaných zvířat a jejich evidence.
Označování a evidence se provádí u turů (kromě skotu také např. zubr, jak, buvol atd.), koní a oslů, jejich kříženců, prasat, ovcí a koz, běžců, drůbeže, včel, plemenných a neplemenných ryb a zvěře ve farmovém chovu.

## Označování skotu
Používají se dvě stejné plastové ušní známky, každá část obsahuje identifikační číslo zvířete (nejvýše čtrnáctimístný kód, na jehož prvních dvou místech je označení země původu) a kód MZe. Všechna telata narozená od 1. května 2004 musí být takto označena.

## Označování ovcí a koz
Používají se také dvě stejné plastové ušní známky, které mohou mít minimální rozměry 25x25mm. Každá známka se dá do jednoho ucha, zhruba do jedné třetiny od kořene ušního boltce. Známky se umisťují do sedmi dnů po narození mláďat. Známky obsahují stejně jako u skotu identifikační číslo zvířete a kód MZe.

## Označování prasat
Prasata se označují tetováním nebo ušní známkou. Každé prase musí být označeno tetováním do levého ucha nebo plastovou ušní známkou (o rozměrech nejméně 25x25mm, s výškou znaků nejméně 5mm). Pokud prase není označené do ucha, může být tetované na levé straně těla (tetování musí obsahovat čtyřmístný kód, který vyjadřuje část registračního čísla hospodářství, ve kterém se prase narodilo. Výška tetování musí být nejméně 6 mm). Prasata se musí označit nejpozději před opuštěním hospodářství, ve kterém se narodila.

## Označování běžců
Běžci se označují plastovou známkou (s výškou 50mm a šířkou nejméně 40mm a nejmenší výškou znaků 5mm). Plastová známka se umisťuje do pravé křídelní řasy (pštros dvouprstý a nandu pampový). Nebo se také umisťuje do kůže šíje v dolní části krku, příkladem je emu hnědý. Běžci jsou označováni nejpozději do šesti týdnů po vylíhnutí, případně dříve než opustí hospodářství.